# Enzo Fischietti
Enzo Fischietti (* 1950 in Mailand) ist ein italienischer Filmregisseur und Drehbuchautor.
Fischietti arbeitete als Tontechniker – so z. B. für Mi chiamerò Giovanni 1982 – und schrieb Texte für das Radio, für das Fernsehen und Treatments für Kinofilme. Im Februar 1990 kam sein 1988 gedrehter Debütfilm nach eigenem Drehbuch Cronaca di un'ipnosi für einige Zeit in die italienischen Kinos.
Er ist nicht zu verwechseln mit dem neapolitanischen Kabarettisten gleichen Namens.

## Filmografie
- 1988: Cronaca di un'ipnosi[2]